# Jan Blažej Santini Aichel

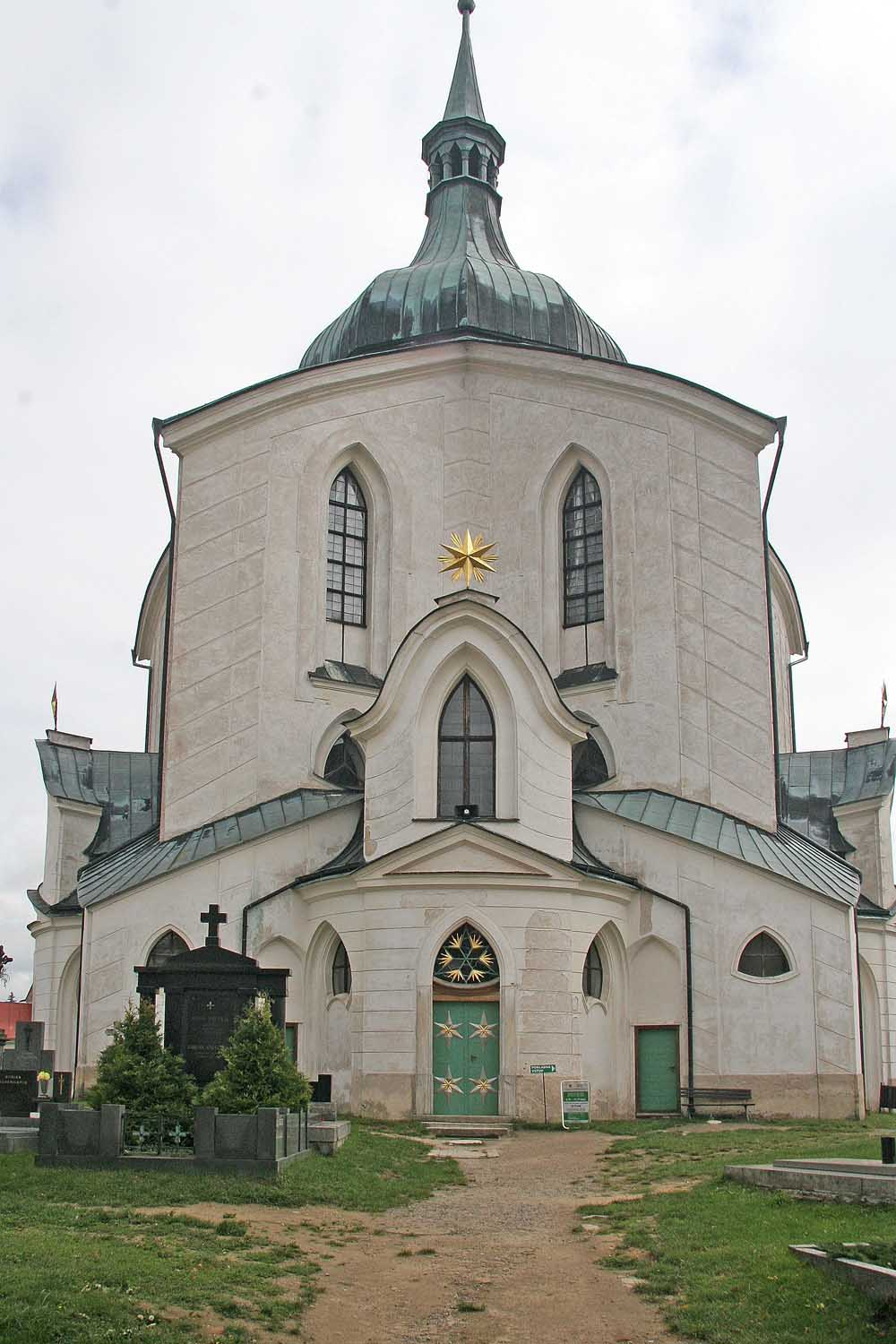
Pilgrimskyrkan Sankt Johannes Nepomuk (1719-1727) i Žďár nad Sázavou, Tjeckien

Jan Blažej Santini Aichel, född 3 februari 1677 i Prag, död 7 december 1723 i Prag, var en böhmisk arkitekt och målare under senbarocken. Han var av italiensk börd.
Santini Aichel lät sig inspireras av den italienske barockarkitekten Borrominis förkärlek för komplicerad arkitektonisk symbolism, men han fann även influenser i den gotiska arkitekturen.